# AnsaldoBreda V250
Die V250 des italienischen Herstellers AnsaldoBreda sind elektrische Hochgeschwindigkeitstriebzüge, die seit 2019 von Trenitalia als ETR 700 eingesetzt werden. Von Ende 2012 bis Anfang 2013 verkehrten die Züge unter dem Markennamen Fyra auf der niederländisch-belgischen Schnellfahrstrecke Schiphol–Antwerpen. Ihr planmäßiger Einsatz wurde nach zahlreichen Mängeln im Januar 2013 durch ein Fahrverbot der belgischen Aufsichtsbehörde unterbrochen und nicht wieder aufgenommen. Auch auf niederländischen Strecken kam es zu keinem weiteren Einsatz. Der Auftrag für weitere Züge wurde storniert und die bestehenden Garnituren an den Hersteller zurückgegeben. Dort wurden 17 Züge umgebaut, sodass sie schließlich seit Juni 2019 im italienischen Hochgeschwindigkeitsverkehr von Mailand entlang der Adriaküste eingesetzt werden. 

## Geschichte

### Beschaffung
Das Betreiberunternehmen High Speed Alliance, kurz HSA, ein Joint Venture aus Nederlandse Spoorwegen (NS) und der Fluggesellschaft KLM, hatte im Frühjahr 2004 16 Garnituren (andere Quelle: 12) des zunächst als Albatros vermarkteten V250 bestellt, die belgische Staatsbahn SNCB drei. Darüber hinaus wurde eine Option über 14 weitere Züge vereinbart. Ursprünglich war ein Betriebsbeginn am 1. April 2007 vorgesehen.
Anfang 2006 war die Auslieferung für Februar 2008 vorgesehen. Im Frühjahr 2008 wurden Testfahrten auf dem Eisenbahnversuchsring Velim aufgenommen. Ende April 2009 wurde der erste Zug in die Niederlande geliefert. Mitte Mai 2009 wurde der zweite Zug nach den Testfahrten in Velim ebenfalls nach Amsterdam überführt.
Im Juli 2009 wurden ein Zug und der Name Fyra der Öffentlichkeit präsentiert. Danach begannen Testfahrten auf der HSL Zuid und der HSL 4. Nachdem absehbar wurde, dass die Züge nicht rechtzeitig zur Eröffnung der HSL Zuid zur Verfügung stehen würden, entschied sich die HSA, den Verkehr auf der Strecke im Herbst 2009 mit konventionellen, lokbespannten Zügen zu beginnen. Die Betreiber gingen zu diesem Zeitpunkt davon aus, dass die ersten Züge im Laufe des Jahres 2010 einsatzbereit sein würden.
Nach weiteren Verzögerungen begann am 29. Juli 2012 sukzessive der reguläre Fahrgasteinsatz. Von September bis zum Fahrplanwechsel im Dezember 2012 folgten je nach Verfügbarkeit der Zuggarnituren Einsätze im Fahrgastbetrieb zwischen Amsterdam und Rotterdam, zusätzlich zu dem bestehenden Fyra-Angebot mit lokbespannten Zügen zwischen Amsterdam und Breda.

### Kurzzeitiger Fahrplaneinsatz in den Niederlanden und Belgien

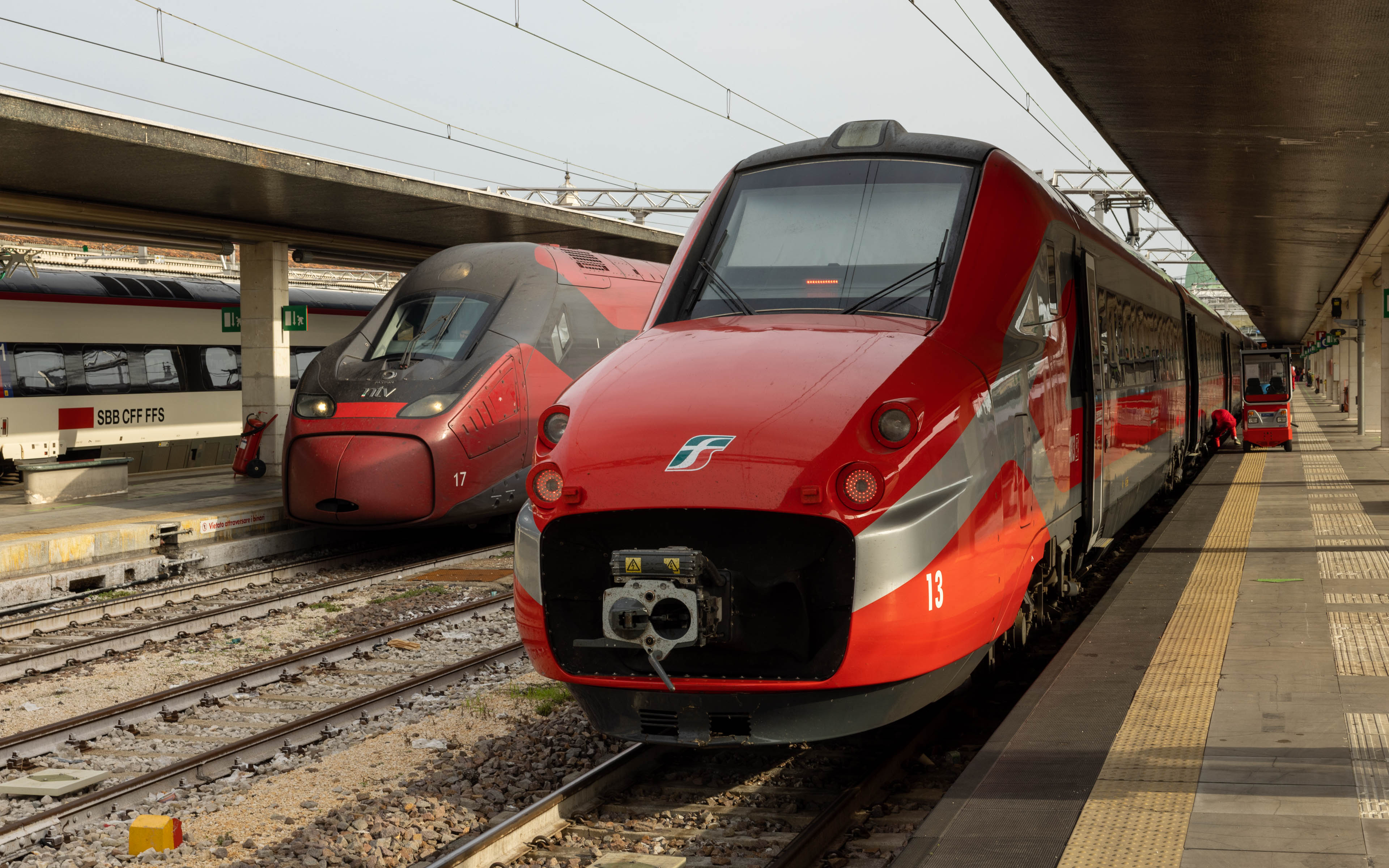
ETR 700 Frecciarossa im Bahnhof Venezia Santa Lucia

Der planmäßige Einsatz begann schließlich am 9. Dezember 2012 mit täglich zehn Verbindungen. Die Züge verkehrten über die Schnellfahrstrecke Schiphol–Antwerpen und verbanden dabei Amsterdam mit dem Flughafen Schiphol, Rotterdam und Brüssel. Die zuvor bestehende IC-Verbindung (Beneluxtrein) zwischen den beiden Endpunkten mit Halt in Den Haag wurde zu diesem Termin eingestellt. Zusätzlich sollten Verbindungen von Rotterdam nach Den Haag und von Breda nach Amsterdam und nach Antwerpen eingerichtet werden.
Am 18. Januar 2013 entzog die belgische Aufsichtsbehörde Dienst Veiligheid en Interoperabiliteit der Spoorwegen den V250 die Genehmigung für den kommerziellen Betrieb mit Fahrgästen, bis der Betreiber erneut die Zuverlässigkeit der Flotte nachweisen könne. Abdeckungen aus dem Unterflurbereich der Fahrzeuge wurden entlang des Fahrweges gefunden, außerdem beschädigte Eisabfall bereits Tage zuvor einige Triebzüge.
Im Juni 2013 wurde durch die niederländische Aufsichtsbehörde Inspectie Leefomgeving en Transport ein vorläufiges Fahrverbot ausgesprochen, das auch Testfahrten mit einschloss.
Die belgische Bahn gab am 31. Mai 2013 bekannt, ihre Bestellung über drei Einheiten zu annullieren, da die Triebzüge zu große Defizite hinsichtlich Zuverlässigkeit und Sicherheit aufweisen würden. Die Probleme seien innerhalb des gestellten Drei-Monats-Ultimatums seit der Außerbetriebnahme der Züge Mitte Januar 2013 nicht zufriedenstellend behoben worden. Danach gab am 3. Juni 2013 NS Hispeed bekannt, dass sie die Einheiten nicht weiter einsetzen wolle. Der Leasinggeber der sechzehn niederländischen Einheiten, NS Financial Services, äußerte im Juni 2013 vor Gericht, die Fahrzeuge dennoch abzunehmen und an andere Verkehrsunternehmen zu vermieten, sobald sie fehlerfrei seien. Am 30. August 2013 teilte NS mit, dass der Kaufvertrag gekündigt worden sei.
Die NS, AnsaldoBreda und deren Muttergesellschaft Finmeccanica (FNM) gaben am 17. März 2014 eine Lösung für ihren Streit über die sechzehn V250-Triebzüge der NS Financial Services bekannt. Die Unternehmen vereinbarten, dass alle V250-Züge zurück zu AnsaldoBreda nach Italien gehen, wobei die NS 125 Millionen Euro erstattet erhalten. Sollte AnsaldoBreda die Züge an andere Kunden verkaufen können, würde NS weitere Zahlungen erhalten. Mit der belgischen Bahn, deren drei Züge noch nicht ausgeliefert worden waren, einigte sich der Hersteller im Mai 2014 auf eine Auflösung des Kaufvertrags und eine Entschädigungszahlung in Höhe von 2,5 Mio. Euro an die Bahngesellschaft.

### Einsatz in Italien

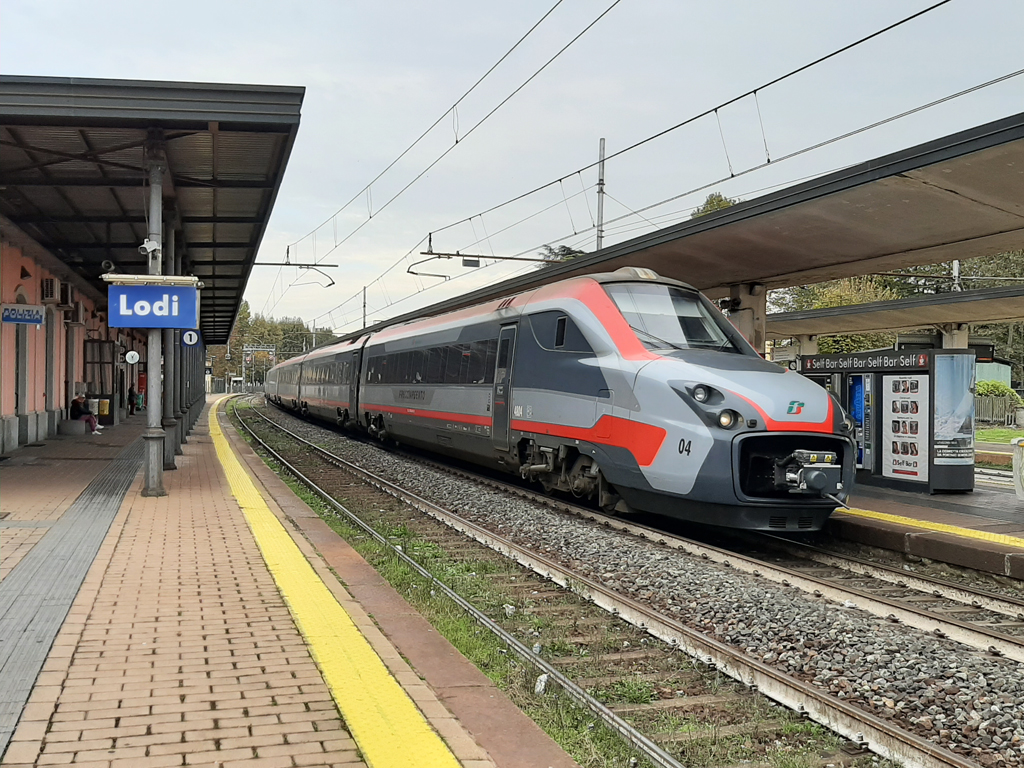
ETR 700 Frecciargento im Bahnhof Lodi

Die italienische Trenitalia kaufte 2017 17 von 19 Einheiten. Die zwei weiteren werden als Ersatzteilspender verwendet. Diese Züge wurden als ETR 700 eingereiht und von Trenitalia im Laufe des Jahres 2019 in den Rollmaterialbestand der Zuggattung Frecciargento aufgenommen. Neben der passenden rot-grauen Farbgebung erhielten die Züge eine neue Innenraumgestaltung mit den drei Klassen First, Business und Standard, wodurch sich die Anzahl der Sitzplätze auf 497 reduzierte. Seit Juni 2019 werden die ETR 700 im kommerziellen Verkehr eingesetzt. Ende 2022 wurden die ETR 700 von Trenitalia von der „mittleren“ Frecce-Marke hochgestuft und umlackiert zu Frecciarossa-Zügen. Ende 2023 war ein Zug zu Testfahrten in Slowenien. In diesem Zusammenhang wurde die Einrichtung eines täglichen Zugpaares zwischen Mailand und Ljubljana ab April 2024 angekündigt.

## Technik
Die von Pininfarina entworfenen Züge bestehen aus acht einzeln lauffähigen Wagen auf je zwei zweiachsigen Drehgestellen. Sie können unter drei Fahrleitungsspannungen verkehren, mit 25 kV Wechselspannung bei 50 Hz sowie 1,5 und 3 kV Gleichspannung. Neben dem auf der HSL-Zuid eingesetzten Zugbeeinflussungssystem ETCS Level 2 waren die Züge auch mit der niederländischen ATB und der belgischen TBL ausgestattet. Sie sollten eine Höchstgeschwindigkeit von 250 km/h erreichen. Die acht Wagen boten insgesamt 546 Sitzplätze, davon 127 in der ersten Klasse. Dort gab es auch Steckdosen an den Plätzen. Die Führerstandsenden der Einheiten sind mit Scharfenbergkupplungen ausgerüstet, die für das Kuppeln von zwei Einheiten mit Kontaktaufsätzen ausgerüstet wurden.

## Galerie

### Fyra

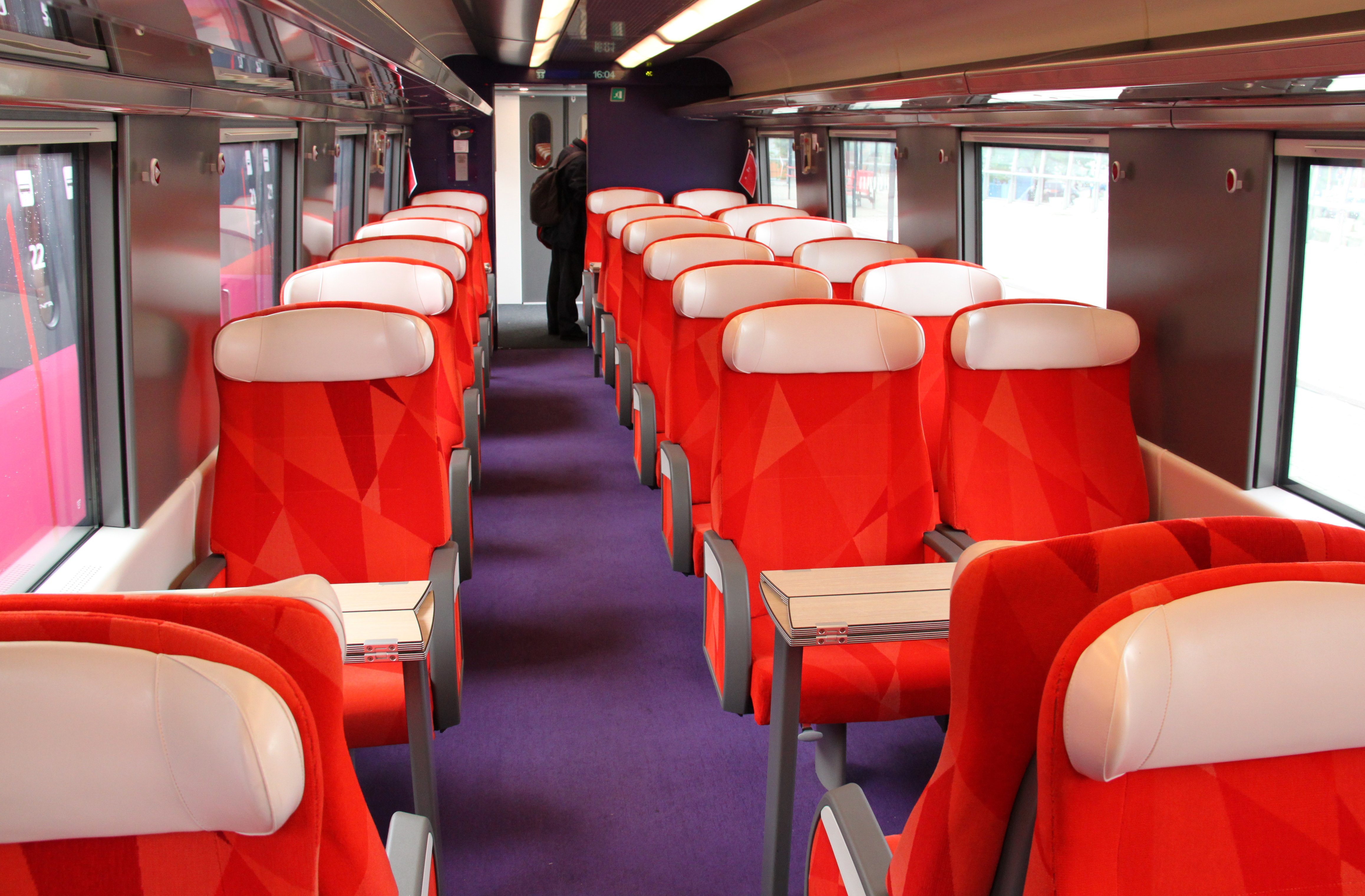
1. Klasse
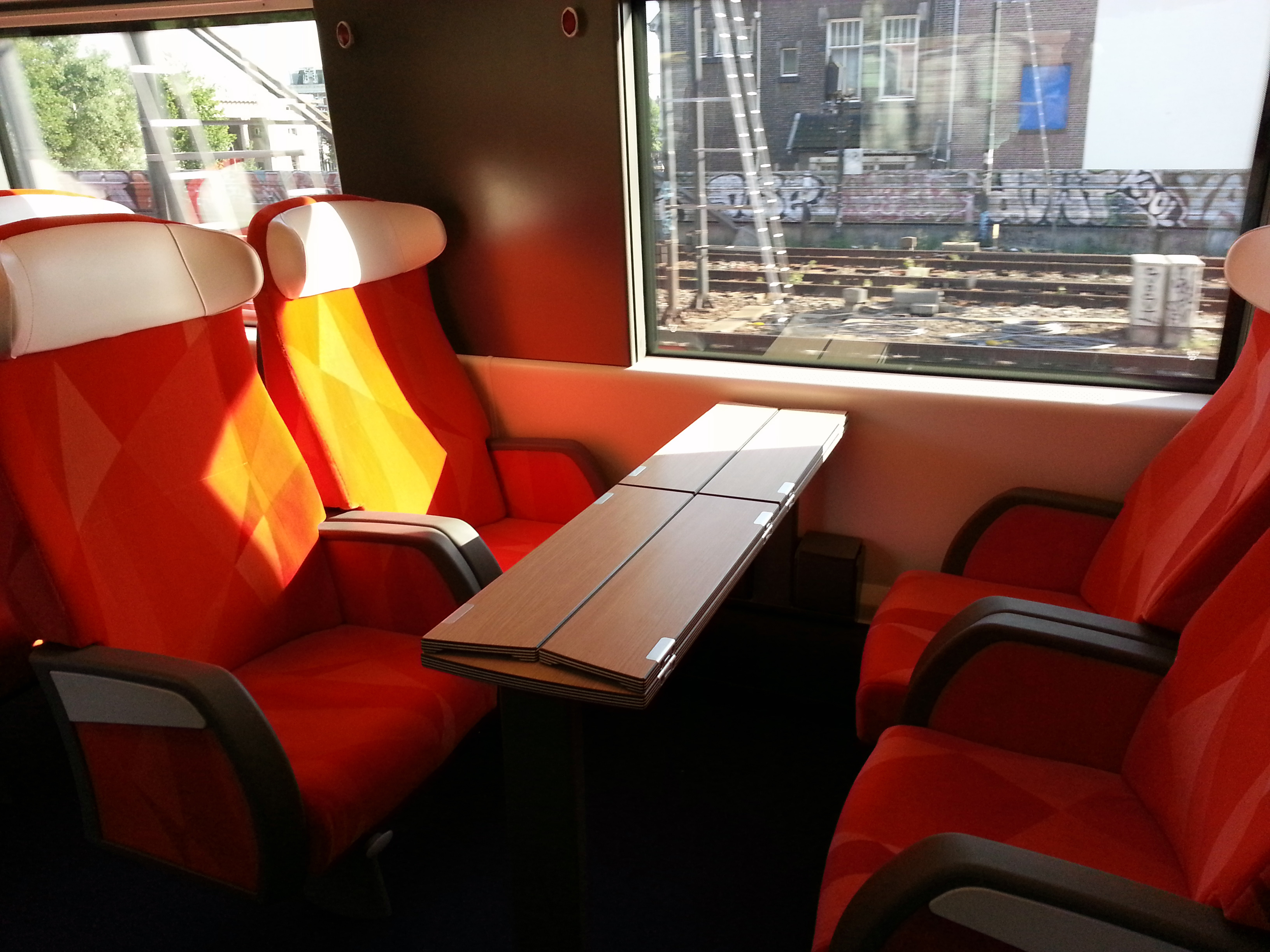
1. Klasse
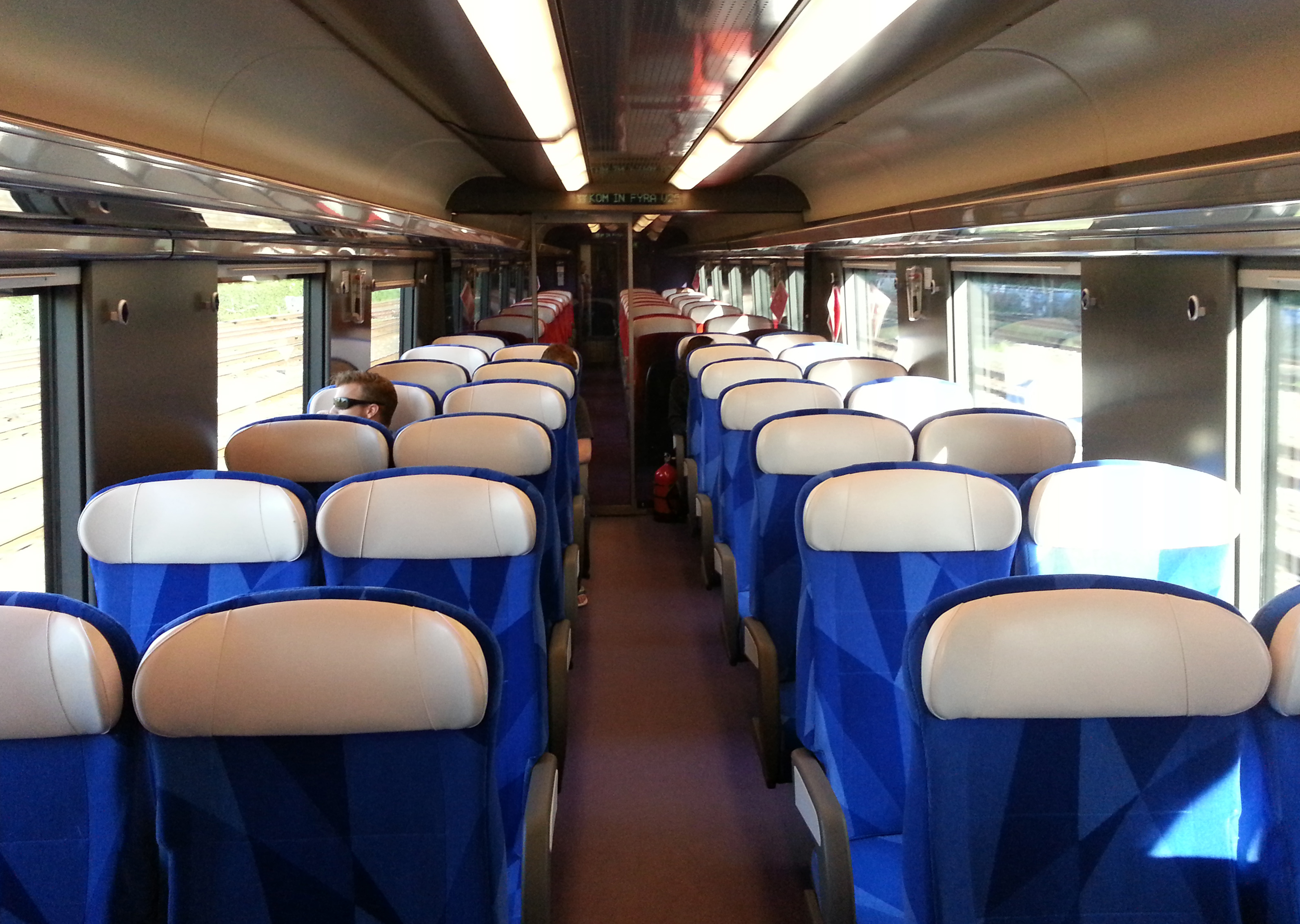
2. Klasse
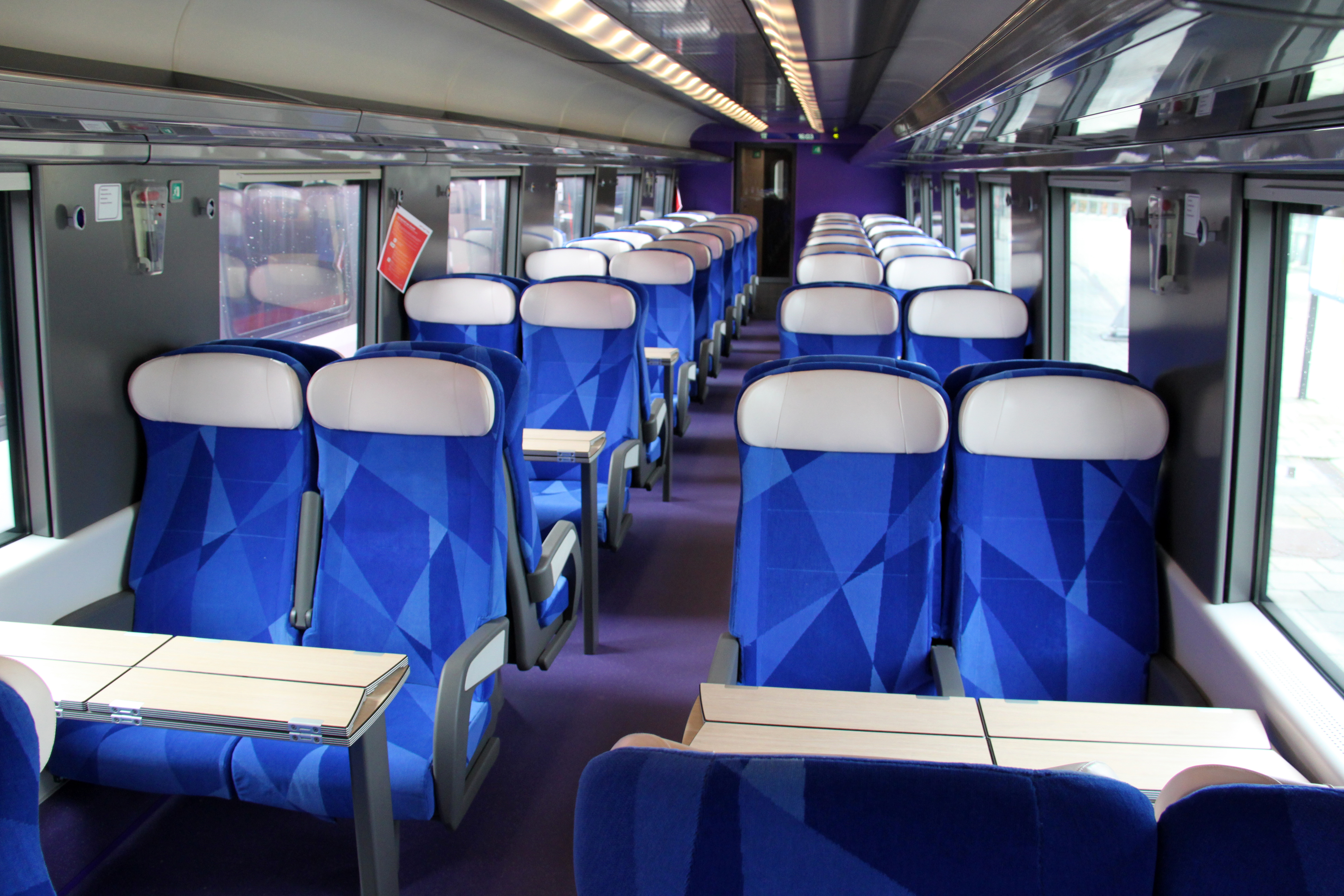
2. Klasse
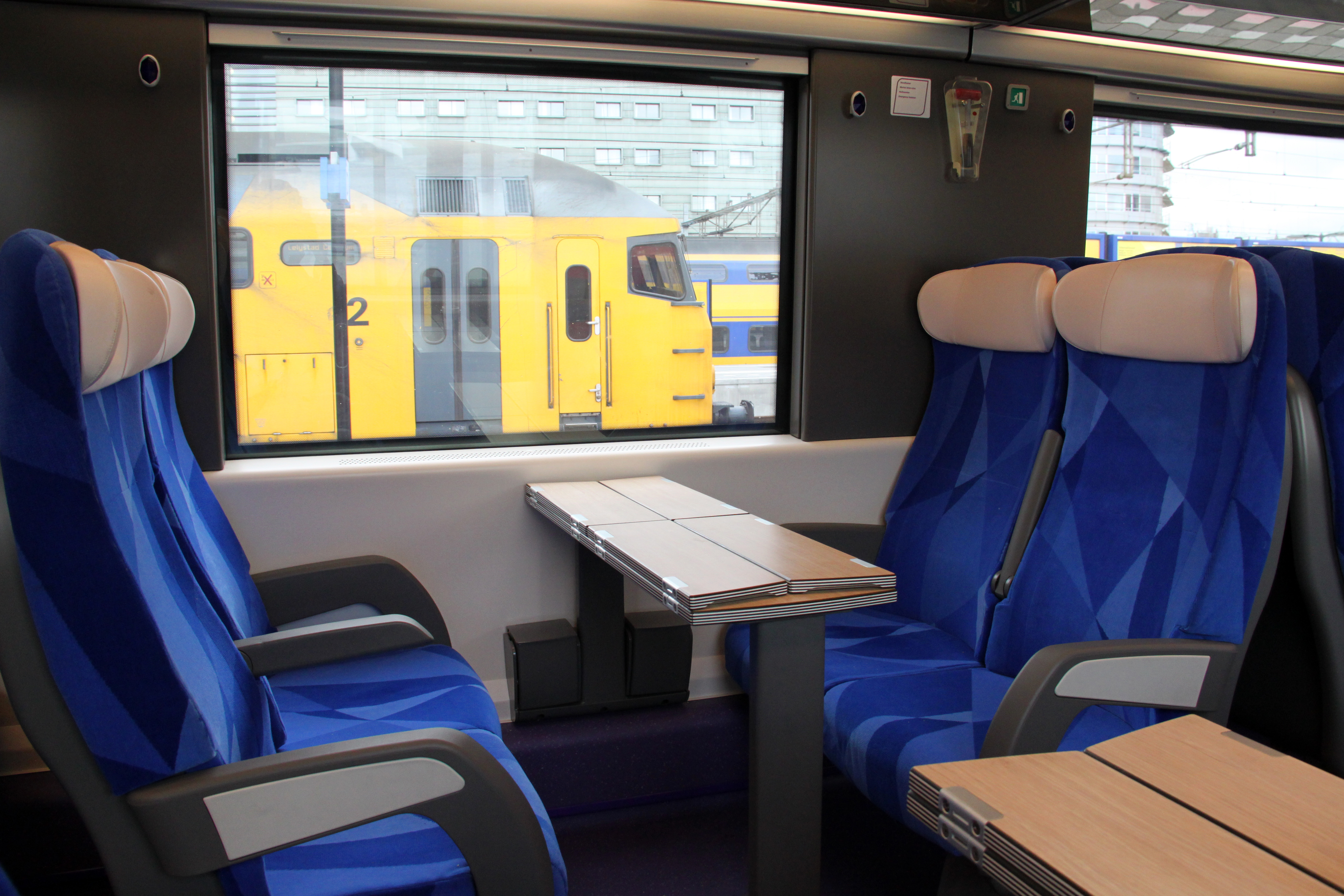
2. Klasse
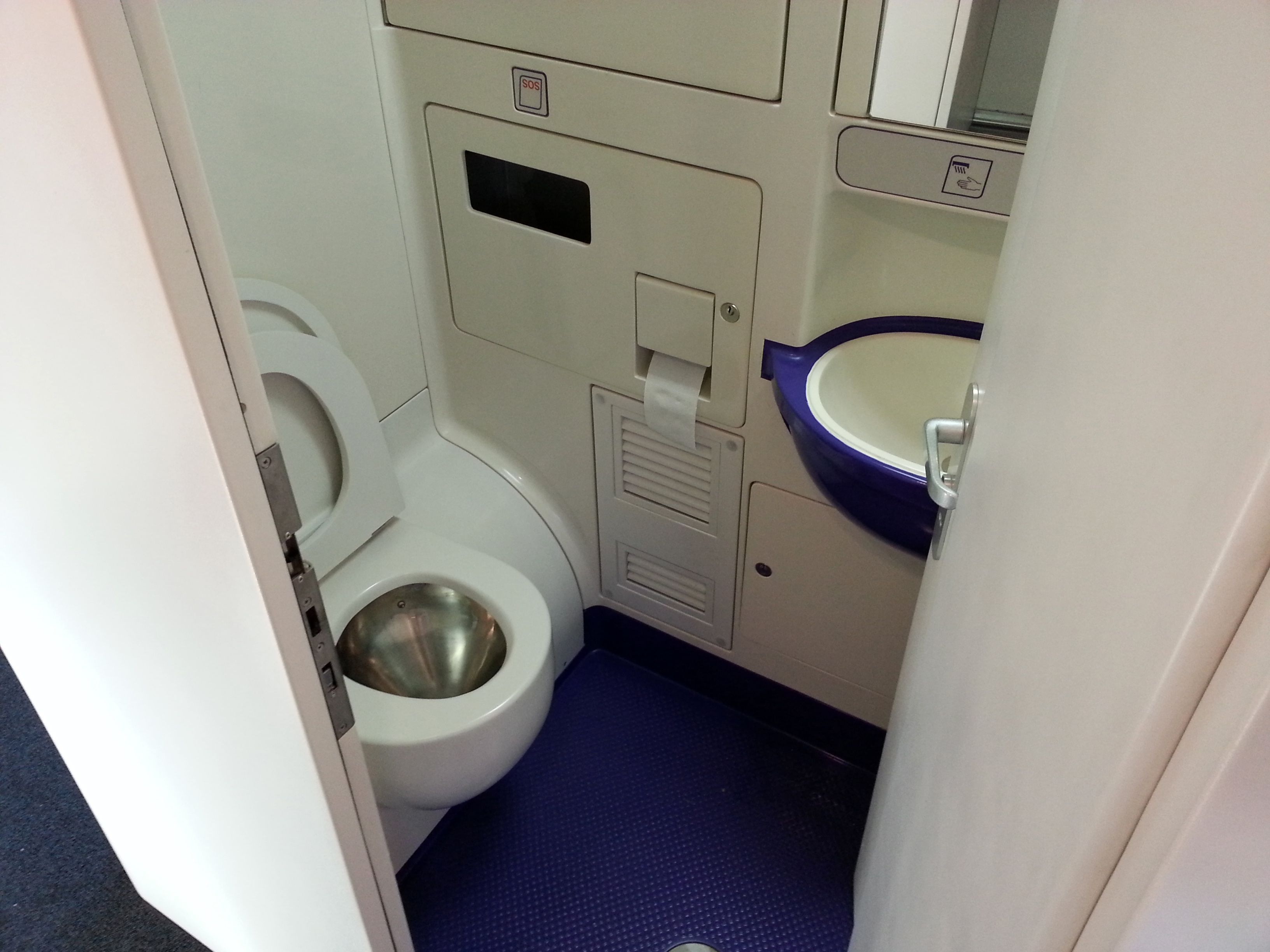
Toilette

### ETR 700

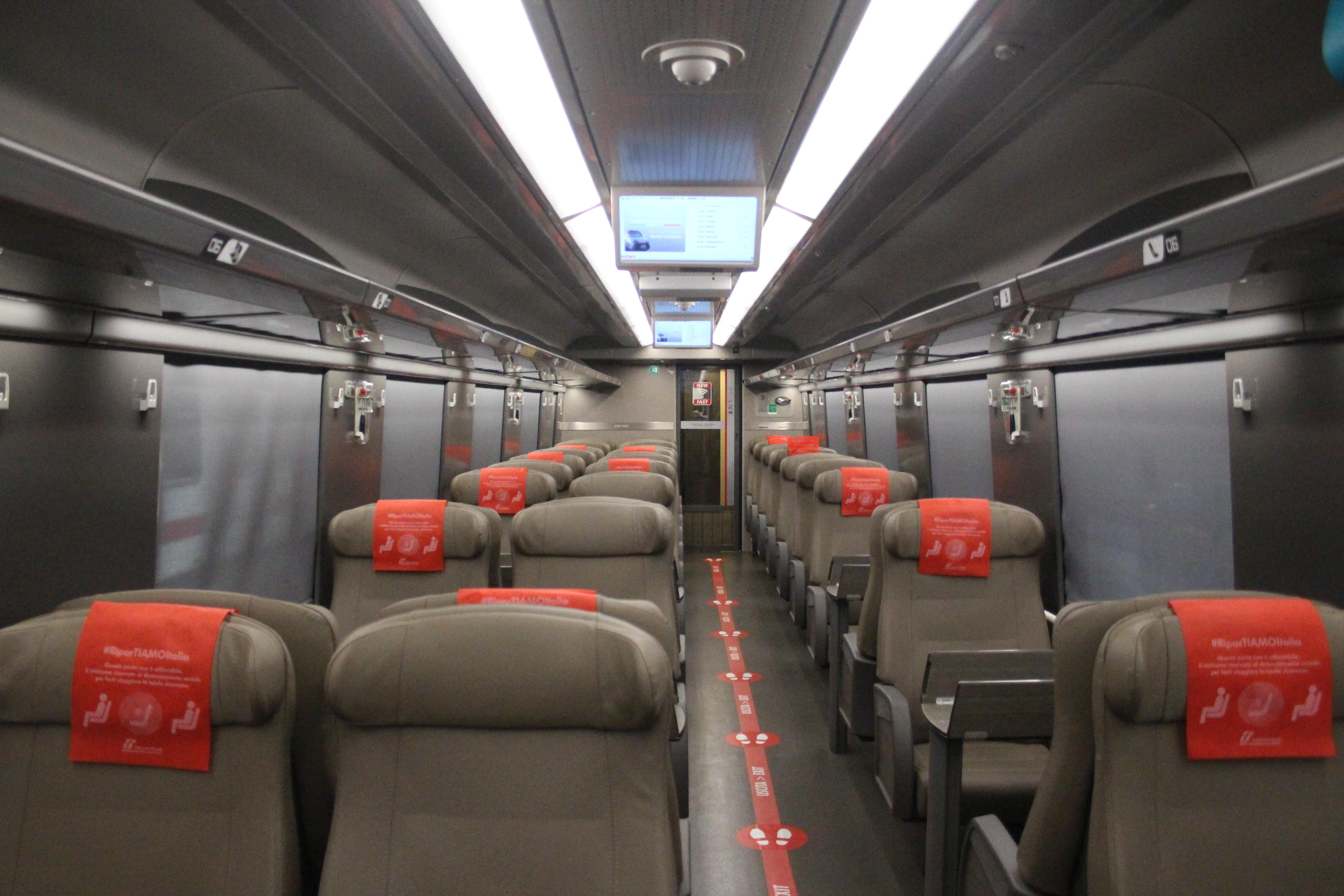
Business Class (1. Klasse)
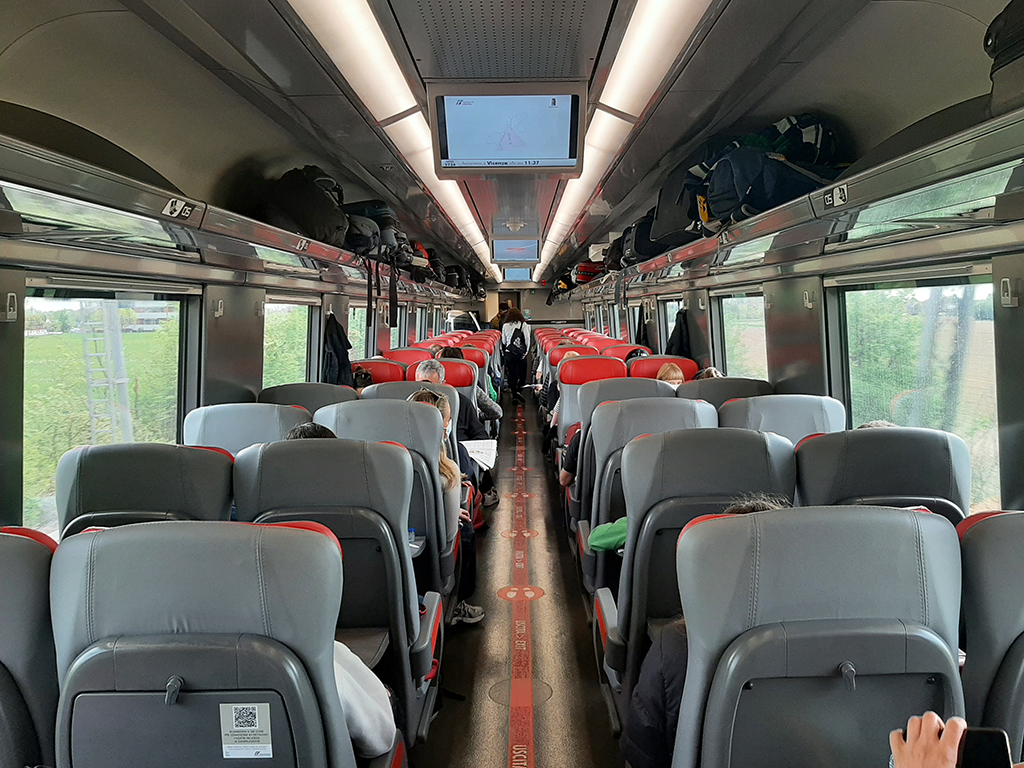
Standard Class (2. Klasse)